# Roudnice
Roudnice är en ort i Tjeckien. Den ligger i den centrala delen av landet, 90 km öster om huvudstaden Prag. Roudnice ligger 235 meter över havet och antalet invånare är 536.
Terrängen runt Roudnice är platt.Runt Roudnice är det ganska tätbefolkat, med 116 invånare per kvadratkilometer. Närmaste större samhälle är Hradec Králové, 13,4 km öster om Roudnice. Trakten runt Roudnice består till största delen av jordbruksmark.